# Dipartimento di Kaédi
Il dipartimento di Kaedi è un dipartimento (moughataa) della regione di Gorgol in Mauritania con capoluogo Kaédi.
Il dipartimento comprende 7 comuni:
- Kaédi
- Néré Walo
- Ganki
- Djewol
- Lexeiba 1
- Tokomadji
- Toufndé Civé